# Susann Stoss
Susann Stoss-Giesa (* 14. September 1964 in Austin, Texas, als Susann Stoss) ist ein ehemaliges deutsches Fotomodell sowie Schönheitskönigin (Miss Germany und Queen of the World).

## Leben
Sue Giesa (geb. Susann Stoss) besuchte bis 1984 das Technische Gymnasium BBS I in Kaiserslautern und studierte danach an der Universität Mannheim Jura. 1987 wurde sie als Miss Rheinland-Pfalz in der Stadthalle von Bad Godesberg zur Miss Germany 1987/88 gekrönt.
Am 8. September 1988 gewann sie den internationalen Miss-World-Wettbewerb der „Queen of the World“. Sie setzte sich während einer zweiwöchigen Tournee und nach einem Galaabend unter 49 Nationen erfolgreich durch.
TV-Auftritte, Fototermine, Autogrammstunden und erste Moderationen folgten.
Als Talkgast war sie zu vielen Talk- und Unterhaltungs-Sendungen eingeladen u. a.: Verleihung der Goldenen Stimmgabel, Der heiße Stuhl, Doppelpunkt, Melodien für Millionen, Nase vorn, Zum blauen Bock und Verstehen Sie Spaß.
Sie war Moderatorin/Gast bei Events wie: Dortmunder Sechstagerennen, Berliner Presseball, Filmfestspiele in Cannes und interviewte vor Ort Prominente.
Sie moderiert Gala-Events und war u. a. als Moderatorin auf Deutschland-Tournee für Die Deutsche Schlager-Parade.
Sie moderiert diverse Messen und Präsentationsveranstaltungen (Suzuki, Chrysler, Anna-Hütte, BMW, Miller Beer - Milwaukee/USA, Margaret Astor).
1990  bis 1993 absolvierte sie eine journalistische Ausbildung als TV-Redakteurin beim ZDF.
Heute ist Sue Giesa als Redakteurin und Journalistin beim ZDF in Mainz tätig. Sie ist Filmemacherin, Reporterin und mittlerweile auch als Onlineredakteurin tätig.
Sue Giesa lebt in Wiesbaden und moderiert neben ihrem Beruf als Journalistin Veranstaltungen.
Sie engagiert sich für Plan International und setzt sich für die Animals Asia Foundation ein.
| Vorgängerin                                                              | Amt                                                                               | Nachfolgerin                                                                  |
| ------------------------------------------------------------------------ | --------------------------------------------------------------------------------- | ----------------------------------------------------------------------------- |
| Miss Germany Corporation Anja Hörnich Miss Germany Company Dagmar Schulz | Miss Germany (Miss Germany Corporation) 1987 Miss Germany Company Christiane Kopp | Miss Germany Corporation Nicole Reinhardt Miss Germany Company Andrea Stelzer |

| Personendaten    | Personendaten                                                                         |
| ---------------- | ------------------------------------------------------------------------------------- |
| NAME             | Stoss, Susann                                                                         |
| ALTERNATIVNAMEN  | Giesa, Sue; Giesa, Susann                                                             |
| KURZBESCHREIBUNG | deutsches Fotomodell und Schönheitskönigin; Journalistin, Redakteurin und Moderatorin |
| GEBURTSDATUM     | 14. September 1964                                                                    |
| GEBURTSORT       | Austin, Texas, Vereinigte Staaten                                                     |